# Aguni (Okinawa)
Aguni (粟国村, Aguni-son) es una villa ubicada en el distrito de Shimajiri, en la prefectura de Okinawa, Japón. La aldea ocupa la totalidad de la isla de Aguni. A partir de 2022, la aldea tenía una población estimada de 672 habitantes y una densidad de población de 87.8 personas por km². El área total es de 7.65 kilómetros cuadrados (2.95 millas cuadradas).

## Geografía
Aguni está ubicada en el Mar de China Oriental. La aldea se encuentra a 60 kilómetros (37 millas) al noroeste de Naha, Okinawa, la capital de la prefectura de Okinawa en la isla de Okinawa. La isla de Aguni se extiende 3 kilómetros (1.9 millas) de norte a sur y 4 kilómetros (2.5 millas) de este a oeste. Aguni es una isla baja con su punto más alto alcanzando solo 97.3 metros (319 pies).
Aguni enfrenta a Tonaki y las islas Kerama al sur y a la isla Kume al suroeste. La localidad se compone de tres distritos: Hama, Higashi y Nishi.

## Transporte

### Transporte aéreo
Aguni está conectada con la isla de Okinawa a través del aeropuerto de Aguni. El aeropuerto se construyó en 1978 después de la devolución de la prefectura de Okinawa a Japón.

### Transporte marino
Aguni está conectado con la isla principal de Okinawa mediante ferry entre el puerto de Aguni y el puerto de Tomari en Naha. El puerto de Aguni quedó bajo la administración de la prefectura de Okinawa en 1972 después de la reversión de la prefectura a Japón. El servicio de ferry entre Aguni y Naha dura aproximadamente dos horas.

## Gobierno
El alcalde de la aldea es Shizuki Shinjo, nombrado el 1 de agosto de 2008 y tiene tres mandatos.